# Teoretická lingvistika
Teoretická lingvistika je část jazykovědy, která se zabývá studováním přirozených jazyků, jejich funkcí a konstrukcí, bez příklonu či použití metod aplikované lingvistiky. Obory jazykovědy, které sdružuje jsou fonologie, morfologie, syntax, sémantika a další. Důležitým subjektem studia jsou tzv. jazykové univerzálie neboli prvky, které mají některé nebo všechny jazyky stejné nebo podobné.